# Clàdides
Els clàdides (Cladida) són una subclasse d'equinoderms de la classe Crinoidea coneguts només pels seus fòssils. Van viure del Devonià mig al Devonià superior.

## Taxonomia
La subclasse Cladida inclou tres ordres:
- Ordre Ampelocrinida Webster & Jell, 1999 †
- Ordre Cyathocrinida Bather, 1899 †
- Ordre Dendrocrinida Bather, 1899 †